# Дырши
Дырши (латыш. Dirši, латг. Dyrši) — населённый пункт (группа хуторов) в Латвии, в Илзескалнской волости Резекненского края. Население — 9 человек
Название населённого пункта созвучно латышскому слову dirsa (задница), из-за чего в 2012 году поступило предложение о его переименовании, но местные жители не поддержали эту инициативу. В действительности же, название посёлка происходит от фамилии, которую носят многие здешние жители. По мнению Института языкознания, данный топоним происходит от литовского слова dirsė, что в переводе означает растение костёр.